# U 321
U 321 war ein deutsches U-Boot vom Typ VII C, das im Zweiten Weltkrieg von der deutschen Kriegsmarine eingesetzt wurde. 

## Geschichte
Bis Ende Februar 1945 fuhr U 321 als Ausbildungsboot. In dieser Zeit gehörte das Boot zur 4. U-Flottille, einer in Stettin stationierten Ausbildungsflottille. Am 1. März wurde U 321 der 11. U-Flottille zugeteilt, der es bis zu seiner Versenkung angehörte.

### Einsätze
Am 1. März 1945 lief U 321 unter dem Kommando von Fritz Berends von Kiel nach Horten aus, wo das Boot am 9. März 1945 eintraf. Von hier aus lief U 321 am 15. März zu seiner ersten Feindfahrt aus. Als Operationsgebiet war der Nordatlantik vorgesehen.

### Untergang
Am 2. April 1945 wurde U 321 vom Radar einer Vickers Wellington des 304. (polnischen) Geschwaders der RAF erfasst. Auf Hinweis des Navigators begann der Pilot der Maschine den Anflug, woraufhin das U-Boot, das offenbar nach Flugzeugen Ausschau gehalten hatte,  abtauchte. U 321 wurde von der polnischen Maschine mit sechs Wasserbomben belegt und gilt, obwohl weder Öl noch aufschwimmende Bootstrümmer gesichtet wurden, als gesunken.